# Vermögen (Fähigkeit)
Vermögen (altgriechisch δύναμις dýnamis, lateinisch potentia) ist ein zentraler Begriff der antiken, insbesondere der aristotelischen Philosophie. Als Vermögen bezeichnet Aristoteles die Eigenschaft einer Substanz, in sich selbst oder in etwas anderem eine bestimmte Art von Veränderung herbeiführen zu können oder zu ermöglichen. Dabei geht es darum, dass durch die Veränderung, falls sie eintritt, etwas Neues erzeugt wird und damit in die Existenz zu treten „vermag“ (daher „Vermögen“). Damit wird etwas zur Wirklichkeit, was zuvor nur potenziell – als bloße Möglichkeit – existiert hat. Im Sinne der von Aristoteles vorgenommenen Unterscheidung von Akt und Potenz ist das Vermögen die Potenz – die Möglichkeit des Daseins – im Gegensatz zum Akt (ἐνέργεια enérgeia), der Verwirklichung.
Je nach der Art der bewirkten Veränderung unterscheidet man zwischen verschiedenen Vermögen. Besonders bedeutsam sind für die aristotelische Lehre und Tradition die psychischen Vermögen. Sie sind Gegenstand der Vermögenspsychologie, einer philosophischen Darstellung und Deutung psychischer Phänomene, die an die aristotelische Seelenlehre anknüpft. In der Vermögenspsychologie versteht man unter „Vermögen“ eine Fähigkeit oder Kraft, die der Seele oder dem Psychischen zugeschrieben wird. Die moderne Psychologie hat jedoch den Begriff des seelischen Vermögens im Sinne einer eigenständigen Elementarkraft als unzweckmäßig aufgegeben. In der neueren Psychologie spricht man stattdessen von Disposition.
Als Eigenschaft eines Dings weist ein Vermögen die Besonderheit auf, im Unterschied zu anderen Eigenschaften grundsätzlich unbeobachtbar zu sein. Wahrnehmbar ist nur das Eintreten der ihm zugeschriebenen Wirkung, nicht das Vorhandensein des Vermögens selbst. Daher wird oft bestritten, dass der Begriff „Vermögen“ zur Erklärung von Kausalzusammenhängen geeignet ist. Kritiker meinen, dieser Begriff diene nur als provisorische Bezeichnung für ein Glied in einer noch nicht durchschauten Kausalkette.

## Vorsokratiker
Den Ausgangspunkt der antiken Vermögens- und Möglichkeitskonzepte bildet der vorphilosophische Begriff dynamis. Bei den Vorsokratikern bezeichnet dieser Ausdruck das Vermögen, etwas zu bewirken oder zu erleiden. In diesem Sinn nennt Thales die göttliche bewegende Kraft, die nach seiner Vorstellung den Urstoff Wasser durchdringt, dynamis. Parmenides fasst Licht und Finsternis als zwei komplementäre Prinzipien und Wirkkräfte auf, auf die er die Welt der Erscheinungen zurückführt; sie sind „nach ihren Vermögen“ in allen Dingen als bestimmende Faktoren gegeben. In der Zahlenlehre der Pythagoreer wird der Ausdruck verwendet, um ein in bestimmten Zahlen steckendes Vermögen zu bezeichnen. Das bekannteste Beispiel dafür ist die Tetraktys (Vierheit, Vierergruppe): Die Zahl Vier enthält die Zehn „nach Vermögen“, weil die ersten vier Zahlen addiert zehn ergeben. Dank diesem Vermögen „erzeugt“ die Vier die Zehn.

## Platon
Bei Platon hat dynamis die Hauptbedeutung eines aktiven Vermögens oder einer Fähigkeit mit der Konnotation von Kraft oder Macht. Im Dialog Politeia bestimmt er dynamis als „eine Gattung des Seienden, dank der sowohl wir das vermögen, was wir vermögen, als auch jedes andere, was irgend etwas vermag“. Als Beispiele nennt er den Gesichtssinn und das Gehör. Das Wissen oder die Erkenntnis (Episteme) bezeichnet er im Vergleich zur Meinung (dóxa) als das höchste oder stärkste aller Vermögen.
In Platons Ethik erscheint die dynamis als Fähigkeit der Seele. Sie ist das Vermögen, das seinem Träger die willensgesteuerte Tätigkeit ermöglicht, die ausgeführt wird, soweit die äußeren Umstände dies gestatten. So wird im Dialog Hippias minor eine Definition von „vermögend“ (dynatós) gegeben: Vermögend ist „jeder, der das, was er will, dann tut, wann er es will“. Beispielsweise kann Hippias den Namen des Sokrates schreiben, wann immer er will, und wer fähig ist, die Wahrheit zu sagen, kann auch bewusst lügen. Somit liegt in der generellen Verfügbarkeit des Vermögens eine Ambivalenz. Diese wird aber von Platon in der Tugendlehre insofern aufgehoben, als nach einem sokratischen Grundsatz niemand vorsätzlich etwas Schlechtes tut. Schlechtes – das heißt hier ungerechtes – Handeln ist immer das Resultat von Unwissenheit und Unfähigkeit. Das Wissen ist eine zureichende Bedingung für gutes Handeln. Die Möglichkeit, schlecht zu handeln, besteht für den Wissenden somit nur gedanklich, nicht praktisch, da er ein solches Handeln nicht wollen kann.
Neben dem aktiven Vermögen kennt Platon auch ein passives, etwa die Fähigkeit der Sinnesobjekte, wahrgenommen zu werden, oder der platonischen Ideen, erkannt zu werden. In der Politeia wird das Licht als das „edlere Band“ gewürdigt, durch das „der Sinn des Sehens und das Vermögen des Gesehenwerdens miteinander verknüpft“ sind.

## Aristoteles
Nach dem aristotelischen Verständnis existiert etwas in der Seinsweise der Möglichkeit, wenn es als potenziell Seiendes von seiner Verwirklichung her gedacht wird, die der Möglichkeit die Richtung ihrer Bewegung vorgibt. Beispielsweise ist eine Schnitzerei in dem Stück Holz, aus dem sie angefertigt wird, „der Möglichkeit nach“ enthalten.
Für Aristoteles entspricht jedem aktiven Vermögen desjenigen, der eine bestimmte Veränderung bewirken kann, ein passives Vermögen des Dings, in dem diese Veränderung stattfinden kann. Das Objekt hat die Fähigkeit, die Veränderung zu erleiden. Ein aktives Vermögen ist beispielsweise die Fähigkeit eines Baumeisters, bestimmte Baumaterialien so zu verändern, dass aus ihnen ein Haus wird. Dem entspricht das passive Vermögen der Materialien, sich auf solche Weise bearbeiten zu lassen. Jedes aktive Vermögen ist zielgerichtet und auf seine Verwirklichung hin angelegt. In der Biologie ist zu beobachten, dass ein fortpflanzungsfähiges Lebewesen einen Samen hervorbringt, der ein Vermittler der „Form“ – der Gestalt und Beschaffenheit – der betreffenden Art ist; im Samen ist das neue Lebewesen der Möglichkeit nach enthalten, seine künftige Gestalt ist durch den Samen festgelegt. Die Fähigkeit, sich fortzupflanzen, ist ein aktives Vermögen, das den verschiedenen Arten von Lebewesen gemeinsam ist. Es hat seine Entsprechung in der passiven Formbarkeit der belebten Materie.
Ferner unterschied Aristoteles zwischen vernunftlosen und vernunftgebundenen Vermögen. Vernunftlos ist beispielsweise die Fähigkeit des Feuers, etwas zu erwärmen. Ein solches Vermögen kann immer nur eine von zwei gegenteiligen Wirkungen auslösen; das Feuer kann nicht ein Objekt abkühlen. Das vernunftgebundene Vermögen hingegen ist dadurch gekennzeichnet, dass es seinen Inhaber befähigt, sowohl eine bestimmte Wirkung als auch deren konträres Gegenteil zu erzeugen. Beispielsweise hat ein Arzt das Vermögen, einen Patienten sowohl zu heilen als auch krank zu machen.

## Scholastik
In der Anthropologie der spätmittelalterlichen Scholastik wurde die aristotelische Lehre von den Seelenvermögen (lateinisch potentiae animae) übernommen und weiter ausgebaut, aber auch kritisch erörtert. Man unterschied zwischen den allen irdischen Lebewesen gemeinsamen vegetativen Seelenvermögen (Ernährung, Wachstum, Fortpflanzung), den sensitiven Vermögen der „Sinnenwesen“ Tier und Mensch (darunter Schlafen, Wahrnehmen, örtliche Bewegung) und den intellektiven, dem Menschen vorbehaltenen Vermögen der Vernunftseele. Kontrovers diskutiert wurde in der Scholastik bis in die Frühe Neuzeit die Frage, ob die Vermögen reale Eigenschaften der Seelensubstanz und von ihr dem Sein nach verschieden sind, wie Thomas von Aquin meinte („realistische“ Position), oder ob sie nur auf der begrifflichen Ebene unterschieden werden, ohne dass diesen Begriffen etwas Reales entspricht.

## Neuzeitliche Philosophie
In der Frühen Neuzeit setzte Kritik an den philosophischen Erklärungen durch Vermögen ein. Sie gerieten in den Verdacht, leer zu sein. So machte sich 1673 Molière in seiner Komödie Der eingebildete Kranke mit einem Witz darüber lustig: Ein Medizinstudent erklärt die einschläfernde Wirkung des Opiums mit der Feststellung, dieser Stoff weise ein „einschläferndes Vermögen“ (virtus dormativa) auf. Gegen die „realistische“ Begriffsverwendung wandte sich René Descartes. Er räumte zwar ein, dass der als Substanz aufgefasste menschliche Geist (mens) verschiedene Vermögen (facultates) aufweise, betonte aber, dass diese keine Teile des Geistes seien. Die seelischen Zustände und Akte gingen von der ganzen Seele aus, sie seien keine Verwirklichungen einzelner untereinander und von der Substanz real unterschiedener Vermögen. David Hume konstatierte, dem Begriff des Vermögens entspreche nichts in der Realität.
Im 18. Jahrhundert wurden Vermögen vor allem hinsichtlich der Seele und in Anknüpfung an Aristoteles erörtert. Unterschiedlich beantwortet wurde die Frage, ob für jede seelische Veränderung, die sich auf einen neuen Gegenstand bezieht, ein entsprechendes Vermögen angenommen werden muss oder ob die Seelenvermögen einander so ähnlich sind, dass ein einziges Vermögen der Seele „zu allem“ anzunehmen ist.
Christian Wolff lehnte real unterschiedene Vermögen der Seele ab. Er meinte, seelische Veränderungen würden allein durch die Vorstellungskraft hervorgerufen. Ein Vermögen sei eine Möglichkeit, etwas zu tun. Im Gegensatz zu Kräften seien Vermögen keine Ursachen von Veränderungen und daher keine real vorhandenen Eigenschaften. Den Begriff „Vermögen“ benötige man nur so lange, wie die dem Wirken der Seele zugrunde liegenden Gesetzmäßigkeiten noch nicht durchschaut seien. Durch die Erkenntnis der Gesetzmäßigkeiten, denen die Vorstellungskraft unterworfen sei, erübrige sich die Annahme einzelner Vermögen. Christian August Crusius unterschied ähnlich wie Wolff zwischen Kräften und Vermögen, war aber der Ansicht, dass die menschliche Seele über mehr als eine Grundkraft verfüge.
Immanuel Kant zählte den Begriff des Vermögens zu den Prädikabilien. Er bezeichnete damit die als reale Eigenschaft verstandene Fähigkeit einer Substanz, in sich selbst oder anderen Substanzen eine Veränderung zu bewirken. Ein menschliches Vermögen ist nach Kants Definition das innere Prinzip der Möglichkeit einer Handlung. Als solches ist es eine reale Eigenschaft an dem handelnden Subjekt. Sämtliche Veränderungen des menschlichen Gemüts sind – so Kant – auf  drei Ursachen zurückzuführen: das Erkenntnisvermögen, das Begehrungsvermögen und das Gefühl der Lust und Unlust. Die Unterscheidung der drei Möglichkeiten ergibt sich aus der jeweiligen Beziehung der Vorstellung, die das Subjekt hat, zu ihrem Gegenstand. Wenn eine Vorstellung unter dem Gesichtspunkt der Harmonie oder der Konformität auf ein Objekt bezogen wird, liegt eine Aktivität des Vorstellungsvermögens vor. Das Begehrungsvermögen ist das Vermögen des Subjekts, durch seine Vorstellungen Ursache von der Wirklichkeit der Gegenstände dieser Vorstellungen zu sein, also in ein Kausalverhältnis zu den Objekten der Vorstellung zu treten. Handelt es sich um eine Vorstellung, die sich auf das Subjekt selbst bezieht und es beeinflusst, indem sie seine Lebenskräfte intensiviert oder hemmt, so ist das Gefühl der Lust und Unlust das tätige Vermögen.
Ernst Bloch unterschied in seinem Werk Das Prinzip Hoffnung das Vermögen als „aktive Möglichkeit“, als „inneres, aktives Können“ oder Potenz von der „Möglichkeit im passiven Sinn“, die er Potentialität nannte und als „äußeres, passives Getanwerdenkönnen“ beschrieb. Diese beiden Arten von Möglichkeit seien verflochten; es gebe „kein tätiges Können des Vermögens und seiner aktiven ‚Anlage’ ohne die Potentialität in einer Zeit, Umgebung, Gesellschaft, ohne die brauchbare Reife dieser äußeren Bedingungen“. In der Politik sei die Möglichkeit als Vermögen das „Anders-Tunkönnen“, die Möglichkeit als objektive Potentialität das „Anders-Werdenkönnen“. Ein Zusammentreffen beider sei die Voraussetzung für ein „Umdeterminieren“, für die Verwirklichung des „objektiv-real Möglichen“. Dabei ging es Bloch insbesondere um das „Reich der Freiheit, das als sozialistische Möglichkeit in der Geschichte sich entwickelt“, und um den Menschen als „die reale Möglichkeit alles dessen, was in seiner Geschichte aus ihm geworden ist und vor allem mit ungesperrtem Fortschritt noch werden kann“. Bei diesen Überlegungen griff Bloch auf den Dynamis-Begriff des Aristoteles zurück. Aristoteles habe „als erster die Möglichkeit realiter, im Weltbestand selber erkannt“.
In neueren Debatten werden Vermögen im Diskurs über dispositionale Prädikate thematisiert. Das sind Prädikate, deren Anwendungsbedingungen sich nur in materialen Konditionalen angeben lassen. Solche Konditionale sind „dispositionale Aussagen“. Diese werden gewöhnlich als kontrafaktische Konditionale interpretiert. Sie geben an, was ein Objekt unter bestimmten Umständen tun würde. Die Aussage „S hat das Vermögen, A zu tun, wenn C“ trifft genau dann zu, wenn gilt: „Wenn C der Fall wäre, dann würde S A tun“. Oft wird versucht, dispositionale Prädikate entweder zu reduzieren oder zu eliminieren: Die Rede von Vermögen wird entweder reduzierend auf die Rede von Akten oder eliminierend auf die Rede von mikrophysischen Zuständen zurückgeführt. Beide Ansätze stoßen jedoch auf beträchtliche Schwierigkeiten. Bei der Reduzierung auf Akte besteht die Schwierigkeit darin, dass beliebig viele Situationen vorstellbar sind, die verhindern, dass das Vermögen aktualisiert wird. Somit müsste die dispositionale Aussage durch eine unendlich lange Liste von zusätzlichen Bedingungen ergänzt werden. Dann wären aber die Wahrheitsbedingungen des Konditionals nicht mehr angebbar. Beim Eliminieren durch Zurückführen auf die Rede von mikrophysischen Zuständen stößt man auf das Problem, dass eine Beschreibung dieser Zustände ohne Verwendung dispositionaler Begriffe schwierig ist. Die Frage, ob es irreduzibel dispositionale Eigenschaften gibt, bleibt offen; ebenso die Frage, ob Vermögen kausal relevant sind und ihnen eine erklärende Rolle zukommt.